# Стела Кутева-Здравкова
Стела Иванова Кутева-Здравкова българска музикантка и общественичка.

## Биография
Родена е на 4 октомври 1887 г. в Сливен. Там получава основното си образование и учи в гимназията, а последните два класа завършва през 1904 г. в Девическа гимназия в Пловдив. Учи музика при Антон Тайнер. През 1905 г. заминава за Дрезден, Германия, където завършва тригодишен курс на Кралската консерватория за музика и театър със специалност пиано. През 1908 г. се завръща в Сливен и преподава частни уроци. Семейството ѝ се премества в Пловдив. Омъжва за юриста и политик Божидар Здравков. През 1921 г. при откриването на първото музикално училище в Пловдив „Родна песен“ е поканена от Ангел Букорещлиев за преподавателка. Развива обществена дейност в Женското благотворително дружество „Подкрепа“, Българската секция при Международната лига за мир и свобода, на Българския женски съюз и др. Умира на 10 септември 1958 г. в Пловдив.
Личният ѝ архив се съхранява във фонд 1066К в Държавен архив – Пловдив. Той се състои от 178 архивни единици от периода 1887 – 2001 г.